# Эбернети, Хью
Хью Эберне́ти (англ. Hugh Abernethy, родился 23 декабря 1967 года) — шотландский профессиональный игрок в снукер.
Высшим достижением Хью Эбернети был финал Benson & Hedges Championship 2001 года. На этом же турнире он сделал свой высший брейк — 135 очков. Также 5 раз выходил в 1/32 различных турниров.